# Забур (гмина)
Забур (пол. Zabór) — сельская гмина (волость) в Польше, входит как административная единица в Зелёногурский повет, Любушское воеводство. Население 3418 человек (на 2004 год).

## Сельские округа
1. Чарна
2. Домброва
3. Дрошкув
4. Лаз
5. Мильско
6. Пшиток
7. Тарнава
8. Забур

## Прочие поселения
1. Мельно
2. Прочки
3. Пшиточки
4. Раево
5. Велёблота

## Соседние гмины
1. Гмина Боядла
2. Гмина Отынь
3. Гмина Сулехув
4. Гмина Тшебехув
5. Гмина Зелёна-Гура